# Neadmete modesta
Neadmete modesta är en snäckart som först beskrevs av Carpenter 1864.  Neadmete modesta ingår i släktet Neadmete och familjen Cancellariidae. Inga underarter finns listade i Catalogue of Life.